# Cumann na mBan
Cumann na mBan (en castellano: Liga de Mujeres) fue el nombre del ala femenina del IRA durante varios periodos. Cumann na mBan había sido fundado en 1914 como un apoyo del Óglaigh na hÉireann (Voluntarios de Irlanda, IV), uno de los precursores del IRA (y el nombre gaélico del grupo). No obstante que el liderazgo de Cumann na mBan fue subordinado al de los Voluntarios, a partir de eso la liga fue totalmente independiente.

## Inicio
En 1913 algunas mujeres decidieron encontrarse en el Wynn's Hotel en Dublín, para conversar sobre la posibilidad de formar una organización de mujeres que pudiera actuar en conjunción con los IV. En el 4 de abril de 1914, la liga fue consagrada por un encuentro en Mansion House en Dublín, siendo su primera jefa Kathleen Lane-O'Kelley.

## Objetivos
En la constitución de la liga, el uso de la fuerza violenta está recogido como un medio para derrocar las fuerzas de la Corona británica en caso necesario. El objetivo primordial de la liga fue el «avanzar en la causa de libertad irlandesa, instruir a sus miembros en primeros auxilios, ejercicios militares, las señales, y prácticas de rifles para ayudar a los hombres de Irlanda» y «constituir un fondo para esos propósitos, que sería llamado 'The Defence of Ireland Fund'».

## La Liga y el movimiento republicano
Cumann na mBan usualmente tuvo posiciones duras en la lucha contra el gobierno de la corona en la isla desde su fundación hasta nuestros meros tiempos. Un buen ejemplo ocurrió en septiembre de 1914, cuando la dirigencia de los Voluntarios Irlandeses se dividió alrededor del tema del llamamiento del diputado en la Cámara de los Comunes John Edward Redmond a los socios de los Voluntarios para alistarse en el ejército británico.
La mayoría de los voluntarios asintieron al llamado, pero una minoría de 2.000-3.000 rechazaron alistarse en favor del esfuerzo de los Aliados, y la liga quedó en este lado. Tras la división en IV, la facción anti-alistamiento retuvo el nombre original.

## En el Alzamiento de Pascua
El 23 de abril de 1916, una alianza de militantes republicanos que incluyó la Hermandad Republicana Irlandesa (IRB), IV y Cumann na mBan, el Ejército Ciudadano Irlandés (ICV), los Rifles Hiberneos (HR), y Fianna Éireann (Soldados de Irlanda), formaron un «Ejército de la República Irlandesa». Los jefes fueron Patrick Pearse del IRB (comandante-general) y James Connolly de ICV (comandante de la División Dublín). El siguiente día, cuarenta socias de Cumann na mBan irrumpieron en la Oficina de Correos General de O'Connell Street junto a otros militantes varones. En los sucesos que siguieron, con unidades rebeldes tomando puntos de control estratégicos en la ciudad, militantes femeninas compusieron una parte de todas las fuerzas a partir de una, la que tomó Boland's Mill, lo que Éamon de Valera colgaba. De Valera rehusaba las órdenes de Pearse y Connolly de permitir militantes armadas femeninas por Boland's Mill.
Elizabeth O'Farrell, una de sus integrantes, fue quien entregó la rendición al bando inglés.